# Гиллен, Рэй
Рэймонд (Рэй) Артур Гиллен (англ. Raymond Arthur "Ray" Gillen; 12 мая 1959 — 1 декабря 1993) — американский рок-музыкант, наиболее известен по работе с группами Black Sabbath и Badlands в середине 1980-х годов и записавший основные песни в классическом альбоме Dream Runner группы Phenomena.
Умер от СПИДа 1 декабря 1993 года.

## Дискография
Rondinelli
- Wardance (записан 1985, выпущен 1996)

Black Sabbath
- The Eternal Idol (2-й выпуск диск 2 на редакции «The Eternal Idol» Deluxe Edition ноябрь 2010)
- The laughing section of «Nightmare» on The Eternal Idol (Released Version) (1987)
- «Live at The Hammersmith Odeon, 2nd June 1986» (Released as Disc 2 on Deluxe Version of «Seventh Star» November 2010)

Phenomena
- Dream Runner (1987)

Blue Murder
- It’s Too Late (демо) (записан 1988)

Badlands
- Badlands (1989)
- Voodoo Highway (1991)
- Dusk (1998)

Sun Red Sun
- Sun Red Sun

Savatage
- «Strange Wings» на альбоме Hall of the Mountain King

George Lynch
- «Flesh and Blood» на альбоме Sacred Groove (1993)